# زلزال تبريز 1721
زلزال تبريز 1721 هو زلزالٌ وقعَ في تبريز في إيران بتاريخ 26 أبريل 1721.